# Matt Sparrow
Matthew Ronald « Matt » Sparrow est un footballeur anglais né le 3 octobre 1981 à Wembley. Il évolue au poste de milieu.

## Biographie
Le 10 janvier 2013, Matt Sparrow signe un contrat de six mois avec Crawley Town après avoir résilié celui qui le liait au Brighton FC.

## Carrière
- 1999-2007 : Scunthorpe United  Angleterre
- 2007-2013 : Brighton FC  Angleterre
- 2013 : Crawley Town  Angleterre
- 2013-2015 : Scunthorpe United  Angleterre
- 2015 : Cheltenham Town  Angleterre (prêt)

## Palmarès
Scunthorpe
- League One
  - Champion : 2007

Brighton and Hove Albion
- League One
  - Champion : 2011